# 巴克泰爾 (內布拉斯加州)
巴克泰爾（英語：Bucktail）是位於美國內布拉斯加州阿瑟縣的非建制地區。

## 歷史
巴克泰爾的郵局於1916年設立，其後於1973年停運。

## 地理
巴克泰爾所處的海拔為高於海平面1066米（即3498英呎），而該地所採用的時區為UTC-6，即北美山地時區（MST）。同時該地設有夏令時間，為UTC-7調快一小時，即UTC-6（MDT）。